# نوكيا 7.1
نوكيا 7.1 (بالإنجليزية: Nokia 7.1)‏ هو هاتف ذكي من فئة المتوسط الماركة نوكيا وتم إنتاجه بواسطة إتش إم دي جلوبال. تم إطلاقه في 5 أكتوبر 2018 وتم إصداره في 28 أكتوبر. إنه النسخة المحدثة من نوكيا 7, حيث يحتوي على معالج كوالكوم سنابدراجون 636. تم إيقافه في يوليو 2019.